# ヤン・ヤンスゾーン・ファン・ブロンクホルスト
ヨハン・ファン・ブロンクホルストとしても知られるヤン・ヤンスゾーン・ファン・ブロンクホルスト（Johan  Jansz. van Bronckhorst、または Jan Jansz. van Bronchorst、名前はヨハネスJohannesとも、姓の綴りは Bronchorstとも、1627年8月21日 - 1656年10月16日）は、オランダの画家である。ユトレヒトやアムステルダムで働いた画家、ヤン・ヘーリッツゾーン・ファン・ブロンクホルストの息子である。ユトレヒト・カラヴァッジョ派の画家の一人ともされる。

## 略歴
ユトレヒトで画家のヤン・ヘーリッツゾーン・ファン・ブロンクホルスト(1603-1661)の息子に生まれた。弟のヘーリット・ヤンスゾーン・ファン・ブロンクホルスト(Gerrit Jansz. van Bronckhorst: 1636/1638-1673)も画家になった。父親から絵を学び、1648年に弟のヘーリットとローマに修行に出て、ローマには1851年まで滞在した。ローマではオランダやフランドル出身の画家達のグループ、「Bentvueghels」のメンバーとして活動し、アムステルダム出身の詩人Reyer Anslo(1626–1669)と友人になり、1650年から1651年の間は一緒に住んだとされる。
17世紀初頭にローマで修行し、カラヴァッジョの作品に影響を受けてユトレヒトに戻った画家たちや、彼らの影響を受けた画家はユトレヒト・カラヴァッジョ派 (Utrecht Caravaggism) と呼ばれて論じられが、ファン・ブロンクホルストもその後期に属する画家とされている。作品の中には明暗を強調する「キアロスクーロ」というスタイルが見られる。
1654年にアムステルダムに戻って活動するが、1756年に29歳で没した。

## 作品

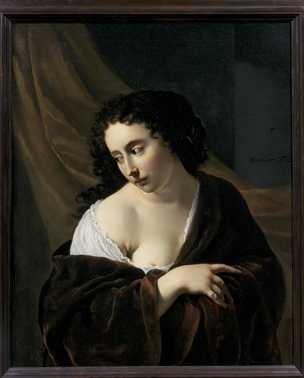
若い女性の肖像画　(1654/1656)
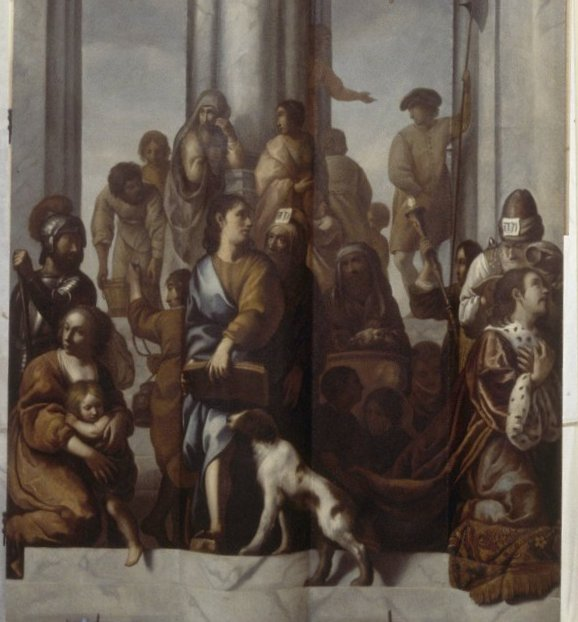
教会( Nieuwe Kerk, Amsterdam）の扉絵(1655)
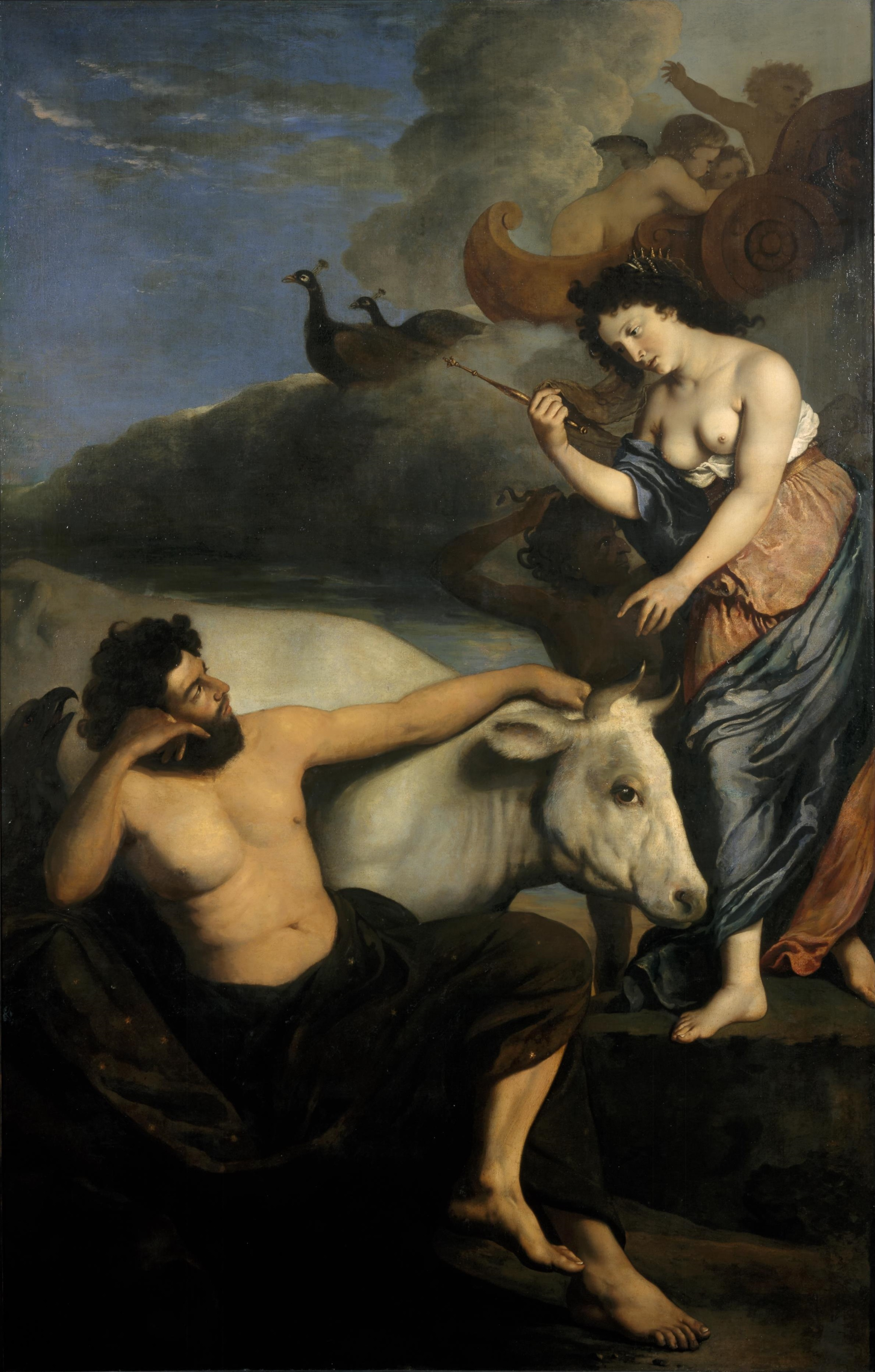
イーオーを牡牛に変えたゼウス